# Ivan Ilić
Ivan Ilić (Palo Alto, 14 agosto 1978) è un pianista statunitense.

## Biografia
Nato il 14 agosto 1978 a Palo Alto, California, Ilić ha frequentato la Università della California - Berkeley, dove si è laureato in matematica e musica. Ha poi studiato per qualche tempo presso il Conservatorio di musica di San Francisco, prima di continuare i suoi studi al Conservatoire de Paris, guadagnandosi un Premier Prix, per poi iscriversi alla École Normale de Musique de Paris. Fra i suoi maestri in Francia troviamo François-René Duchâble, Christian Ivaldi, e Jacques Rouvier.

## Carriera
Esibendosi principalmente come solista, Ilić è noto per le sue interpretazioni della musica francese, in particolare delle opere di Claude Debussy. La sua registrazione dei 24 Preludi di Debussy è stata pubblicata nell'ottobre 2008 con l'etichetta discografica francese Paraty, vincendo il Premio della Critica di Mezzo TV, in Francia. Il disco è stato poi dichiarato uno dei migliori cinque CD dell'anno da un critico di Fanfare Magazine, così come dal sito web francese Classique News. Ilić ha modificato l'ordine dei preludi nell'album, con una scelta controversa che ha poi difeso in diverse interviste.
Ilić ha scelto di concentrarsi sul repertorio da solista e ha registrato opere di Bach, Handel, Haydn, Beethoven, Fryderyk Chopin, Schumann, Liszt, Brahms, Debussy, Ravel, Jongen e Lucien Durosoir. Fra i sempre più numerosi compositori a scrivere nuove opere per lui, troviamo John Metcalf, Keeril Makan e Dmitri Tymoczko. Il suo prossimo progetto di registrazione è un album di Studi, basato sugli Studi di Chopin di Leopold Godowsky.
Ilić si è esibito al Carnegie Hall, al Weill Hall a New York, al Wigmore Hall, al Glenn Gould Studio, e al National Concert Hall in Irlanda.
Nel 2010 Ilić ha esordito come attore nel corto di Luc Plissonneau, Les Mains (Il Mani), nel ruolo di protagonista di Izak. Nel 2011 ha recitato nel ruolo di Glenn Gould in un nuovo corto, insieme al rinomato attore Lou Castel.

## Discografia
- Ivan Ilić, pianiste - oeuvres de Brahms, Beethoven et Chopin, Mairie de Paris
- Elegance and Refinement - Baroque Suites, French Sweets, Magnatune[13]
- Fugitive Visions - Piano Masterworks by Chopin and Liszt, Magnatune
- Romantic - Powerful Miniatures by Schumann and Brahms, Magnatune
- Vitality and Virtuosity - Sonatas by Haydn and Beethoven, Magnatune
- Transcendental - Transcriptions by Brahms and Godowsky, Magnatune
- Debussy - Préludes pour piano, Livres 1 et 2, Paraty
- Godowsky - Hommage à Chopin: 22 Etudes pour la main gauche, Paraty